# Lescouët-Gouarec
 Lescouët-Gouarec  (en bretón Leskoed-Gwareg) es una población y comuna francesa, situada en la región de Bretaña, departamento de Côtes-d'Armor, en el distrito de Guingamp y cantón de Gouarec.

## Demografía
| 560 | 437 | 320 | 261 | 211 | 189 | 221 |
| Para los censos de 1962 a 1999 la población legal corresponde a la población sin duplicidades (Fuente: INSEE [Consultar]) |     |     |     |     |     |     |